# Isidro Díaz González
Isidro Díaz González (nascut el 24 de maig de 1954), conegut simplement com a Isidro, és un exfutbolista professional espanyol que va jugar com a davanter.
Va participar en 221 partits de la Lliga durant 11 temporades, marcant 28 gols i representant a la competició el Reial Madrid, el Racing de Santander i l'Elx.

## Carrera de club
Nascut a Gimialcón, província d'Àvila, Castella i Lleó, Isidro va ascendir a la plantilla principal del Reial Madrid de la Lliga el 1977, guanyant tres lligues consecutives però sumant només un gol en 46 aparicions en els seus primers tres anys. Superat per Juanito (que va fitxar la mateixa temporada) i Santillana durant el seu període, mai va aconseguir ser titular habitual del club de la capital espanyola.
A l'edició de la Copa d'Europa de 1980–81, Isidro va marcar els dos gols en una victòria a casa per 2-0 contra el FC Spartak Moscou als quarts de final després d'entrar com a suplent a la segona meitat del partit de tornada, segellant la classificació del seu equip amb un 2-0 global. Després de la campanya 1984–85, amb 31 anys i acabat de guanyar la Copa de la UEFA, tot i que no va participar en cap dels darrers partits contra el Videoton FC, es va unir al Racing de Santander, marcant deu vegades, la millor marca de la seva carrera, en el seu primer any, inclosa la 1000a a la competició el 20 d'abril de 1986 a casa de l'Hèrcules – però patint el descens en el següent.
Isidro va tancar la seva carrera als 35 anys després de dos anys a l'Elx CF, sent una important unitat d'atac la 1987–88 quan els valencians van ascendir des de Segona Divisió. El febrer de 2006 va tornar a l'Estadi Santiago Bernabéu com a coordinador del sistema juvenil.

## Palmarès
Reial Madrid
- La Lliga: 1977–78, 1978–79, 1979–80[2]
- Copa del Rei: 1979–80, 1981–82 ; subcampió: 1978–79, 1982–83[2]
- Copa de la Lliga: 1985 ; subcampió: 1983[2]
- Copa de la UEFA: 1984–85[2]
- Subcampió de la Supercopa d'Espanya: 1982
- Subcampió de la Recopa d'Europa: 1982–83[7]